# みらいコンサルティング
みらいコンサルティング株式会社は、みすず監査法人（中央青山監査法人）系の財務アドバイザリーファーム。略称はMCI。

## 概要
旧社名は中央青山PwCコンサルティング。みすず監査法人解散後、みすず監査法人から株式を譲渡、現社名に変更し、現在に至る。
グループに、財務アドバイザリー「みらいコンサルティング株式会社」、「税理士法人みらいコンサルティング」「社会保険労務士法人みらいコンサルティング」などを持ち、主に中堅・中小企業へ向けた会計・税務支援、事業承継総合支援、M&Aアドバイザリー、企業再生、経営改善・成長戦略支援、人事・労務、国際税務、国際ビジネス支援、IPO支援、ビジネスプロセスコンサルティングなど、ワンストップで多岐にわたるサービスを提供する。現在は海外に事務所を置くなど、海外展開も加速している。
コンサルタントは、公認会計士、税理士、社会保険労務士、中小企業診断士、司法書士、金融機関出身者等の各分野の専門家によって構成される。

## 沿革
- 1987年（昭和62年）4月 - 株式会社ビジネスアドバイザー設立。
- 1996年（平成8年）1月 - 「公認会計士・税理士 鈴木啓史事務所」（税理士法人みらいコンサルティングの前身）を設立。
- 2000年（平成12年）4月 - 中央青山監査法人の100%子会社となり、社名を中央コンサルティング株式会社に変更。
- 2002年（平成14年）11月 - 社名を中央青山PwCコンサルティング株式会社に変更。
- 2005年（平成17年）7月 - 「税理士法人東京霞が関」（税理士法人みらいコンサルティングの前身）を設立。
- 2006年（平成18年）
  - 3月 - 「東京国際社会保険労務士法人」（社会保険労務士法人みらいコンサルティングの前身）を設立。
  - 10月 - 社名をみすずコンサルティング株式会社に変更。
- 2007年（平成19年）
  - 4月 - みすず監査法人から株式を譲受、社名をみらいコンサルティング株式会社に変更。
  - 7月 - みらいコンサルティング、税理士法人みらいコンサルティング、社会保険労務士法人みらいコンサルティングの3社でみらいコンサルティンググループを結成。
- 2008年（平成20年）4月 - 大阪市中央区に大阪支社を開設。
- 2009年（平成21年）10月 - 名古屋市中区に名古屋支社を開設。
- 2012年（平成24年）
  - 4月 - 札幌市中央区に札幌支社を開設。
  - 7月 - さむらいアソシエイツグループに合流。
  - 8月 - 福岡市博多区に福岡支社を開設。
  - 9月 - 中国上海に現地法人「唯来亜可亜企業管理咨詢（上海）有限公司」を設立。
- 2014年（平成26年）
  - 4月 - 広島市中区に広島事務所を開設。
  - 6月 - 新潟市中央区に新潟支社を開設。
  - 11月 - 株式会社みらいアウトソーシングSRを設立。
- 2015年（平成27年）
  - 1月 - 仙台市青葉区に仙台事務所を開設。
  - 5月 - 岡山市北区に岡山事務所を開設。
- 2016年（平成28年）
  - 3月 - 中国・北京市に現地法人「唯来企業管理咨詢（北京）有限公司」を設立。
  - 5月 - マレーシア・クアラルンプールに現地法人「MIRAI CONSULTING MALAYSIA SDN.BHD.」を設立。
  - 9月 - 中国・深圳市に現地法人「唯来企業管理咨詢（深圳）有限公司」を設立。
  - 10月 - MCA監査法人を設立。
- 2018年（平成30年）
  - 3月 - みらいバリュークリエイティブ株式会社を設立。
  - 4月 - ベトナム・ホーチミン市に「Nippon MIRAI Company Limited」を設立。
  - 7月 - NEXT ONE株式会社を設立。
  - 8月 - 那覇市に沖縄事務所を開設。
- 2019年（平成31年/令和元年）
  - 4月 - シンガポール（ラッフルズ地域）に「MIRAI Consulting SG Pte. Ltd.」を設立。
  - 5月 - タイ・バンコクに「FDI Accounting and Advisory Co., Ltd.（Thailand）」を設立。
  - 6月 - IT・デジタルを活用したソリューションサービスを開発・提供する、モバイルフォース株式会社を設立。
  - 7月 - 
    - 株式会社ホールディングスラボを設立。持株会社への組織再編から適切な体制運⽤までを⽀援。
    - 中国・深圳市の深圳湾創業広場（ソフトウェアパーク）に⽇本企業向けシェアスペース「深圳未来創新服務中⼼」（MIRAI Innovation Center Shenzhen）をオープン。
    - 株式会社ミライコネクトを設立。

  - 11月 - SHIBUYA QWS（渋谷キューズ）」内に「 みらいイノベーションセンターSHIBUYA」を開設。スタートアップ誕生の瞬間から成長を支援。
- 2020年（令和2年）7月 - 株式会社CryptoLabとの合弁会社・デジタルフォース株式会社を設立。IT・デジタルを活用したビジネスコンサルティングを提供することで、顧客企業のみならず、サプライチェーン全体の最適化を図る。

## ランキング
ロイター調査のM&Aアドバイザリーランキング（中規模市場）
- 取引金額ベースで7位。
- 取引件数ベースではKPMGと同率の11位。[1]

## パートナー
- スワンパートナーズ、LLC - 東京とアメリカのシアトルに事務所を構えるコンサルティング会社。
- マユール・バトラ会計事務所 - インドのニューデリーを拠点に会計、税務、監査、デューデリジェンス、投資や法的相談などを提供している会計事務所。
- 中国上海市共同綜合法律事務所 - 中国の上海（1995年設立）と日本の東京（1998年設立）に事務所をかまえる法律事務所。
- 華実会計師事務所 - 1996年に北京で設立した会計、監査、税務、財務専門のコンサルティング系会計事務所。
- 啓程東方投資管理有限公司 - 2001年5月に香港で設立され、現在5000万米ドルのファンドを中国に的を絞って運用している投資ファンド。
- 税理士法人さむらいアソシエイツ - 名古屋を拠点にする会計事務所。

## 書籍
- ゼロからはじめる 会社経営必ず知っておきたいこと100（あさ出版）
- 〔新版〕経理規程と実務マニュアルの作り方（中経出版）
- 経営の品質を高める 内部監査（かんき出版）
- 直言力で会社を変えろ!（幻冬舎メディアコンサルティング）
- 経営者のための企業再生ガイドブック（中央経済社）
- 企業再建・再生マニュアル（中央経済社）
- 事業再編の仕組みと活用法（かんき出版）
- 連結経営実務ハンドブック（清文社）
- 新会計基準の見方・読み方・分析の仕方（金融ブックス社）
- 経理・財務・人事アウトソーシングマニュアル（中央経済社）
- 新会社法対応版 経理管理者・実務担当者のための経理規程と実務マニュアルの作り方（中経出版）
- 限定正社員制度導入ガイドブック ~無期契約への転換対応から戦略的活用術まで~（同文館出版）
- 次世代経営人材育成のすすめ（同文館出版）
- 社会保険・労働保険の基本手続 (労政時報選書)（労務行政）
- 社労士のためのゼロからわかる労働相談（労務行政）